# Гад, Йенс
Йенс Гад (нем. Jens Gad; род. 26 августа 1966, Мюнхен, Германия) — композитор, продюсер и гитарист. Был сопродюсером Enigma, выпустил несколько альбомов под собственным именем, а также создал проект Achillea.

## Дискография

### Альбомы (собственные и где участвовал)
- 1986 — Contact — Fancy
- 1988 — All or Nothing — Milli Vanilli
- 1989 — NRG. — Q
- 1989 — Love Is No Science — Münchener Freiheit
- 1991 — Welcome to the Soul Asylum — Angel X
- 1993 — The Cross of Changes — Enigma
- 1993 — Sliver: Music from the Motion Picture — Enigma/ BSO
- 1995 — Fading Shades — Sandra
- 1998 — The Energy of Sound — Trance Atlantic Air Waves
- 1999 — Snowin' Under My Skin — Andru Donalds
- 1999 — My Favourites — Sandra
- 2000 — The Screen Behind the Mirror — Enigma
- 2000 — Freiheit Die Ich Meine — Münchener Freiheit
- 2001 — Let's Talk About It — Andru Donalds
- 2001 — Love Sensuality Devotion: The Greatest Hits — Enigma
- 2001 — Love Sensuality Devotion: The Remix Collection — Enigma
- 2002 — The Wheel of Time — Sandra
- 2003 — Zeitmaschine — Münchener Freiheit
- 2003 — Voyageur — Enigma
- 2005 — Secrets of Seduction — выпущено от имени группы Enigmatic Obsession
- 2005 — The Nine Worlds — выпущено от имени группы Achillea
- 2006 — Le Spa Sonique — выпущено под псевдонимом Jens Gad Presents
- 2007 — Amadas Estrellas — выпущено от имени группы Achillea
- 2007 — The Art of Love — Sandra
- 2009 — Back to Life — Sandra
- 2012 — Stay in Touch — Sandra